# 福井市本郷小学校
福井市本郷小学校（ふくいし ほんごうしょうがっこう）は、福井県福井市大年町にある公立小学校。

## 沿革
- 1872年 - 学制発布により、上郷小学校を創設。
- 1873年 - 下郷小学校を創設。
- 1889年 - 町村制施行により坂井郡本郷村上郷小学校・下郷小学校となる。
- 1891年 - 学制改革により上郷尋常小学校・下郷尋常小学校と改称。
- 1941年4月1日 - 上郷国民学校・下郷国民学校に改称。
- 1947年4月1日 - 上郷小学校・下郷小学校に改称。
- 1955年3月31日 - 坂井郡鶉村、本郷村、棗村、鷹巣村の4村合併により川西村が誕生。川西村立上郷小学校・下郷小学校となる。
- 1957年7月10日 - 坂井郡川西村が町制施行により川西町立上郷小学校・下郷小学校となる。
- 1967年5月17日 - 坂井郡川西町が福井市に編入合併、福井市上郷小学校・下郷小学校となる。
- 2005年
  - 4月1日 - 上郷小学校と下郷小学校の2校を統合、福井市本郷小学校が誕生。
  - 4月3日 - 開校式挙行。
  - 4月6日 - 第1回入学式挙行。最初の新入生は8名。また、同日には最初の始業式も挙行。
  - 4月23日 - 第1回PTA総会・授業参観・学級懇談会開催。
- 2006年3月 - 第1回卒業式挙行。最初の卒業生は9名。
- 2007年4月1日 - 2学期制を開始。

## 校訓
強い子 考える子 助け合う子

## 学校周辺
- 福井市川西中学校
- 佐野温泉
- 福井コスモス公苑
- 福井医療短期大学
- 医療法人新田塚医療福祉センター福井病院

## アクセス
- 北陸新幹線・ハピラインふくい線・えちぜん鉄道勝山永平寺線 福井駅から、京福バス10系統（越前海岸ブルーライン線）「波の華」行き、11系統（大安寺線）もしくは26系統（福井総合病院線）「福井総合病院」行きに乗車し、いずれも「福井総合病院」にて福井市乗り合いタクシー本郷ルート「本郷地区方面」行きに乗り換え、「本郷」下車。福井市乗合タクシーは休日・年末年始運休。
- E8 北陸自動車道 福井北ICから、国道416号・福井県道251号本郷福井線・福井県道3号福井大森河野線経由 約18 km。
- E67 中部縦貫自動車道 松岡ICから、国道416号・福井県道251号本郷福井線・福井県道3号福井大森河野線経由 約19 km。